# Monsampolo del Tronto
Monsampolo del Tronto is een gemeente in de Italiaanse provincie Ascoli Piceno (regio Marche) en telt 4200 inwoners (31-12-2004). De oppervlakte bedraagt 15,5 km², de bevolkingsdichtheid is 271 inwoners per km².

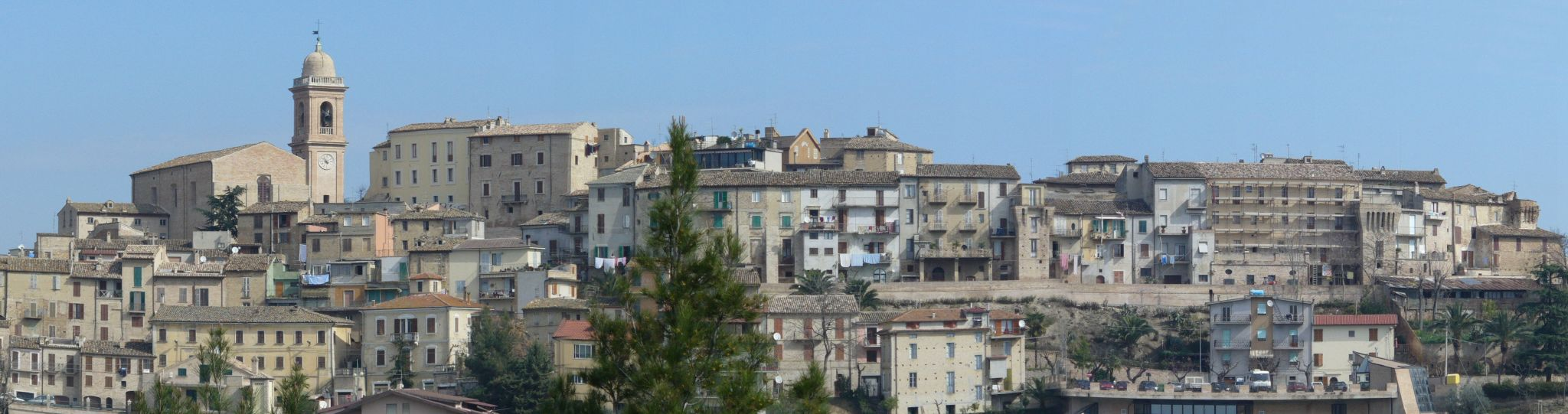
Monsampolo del Tronto
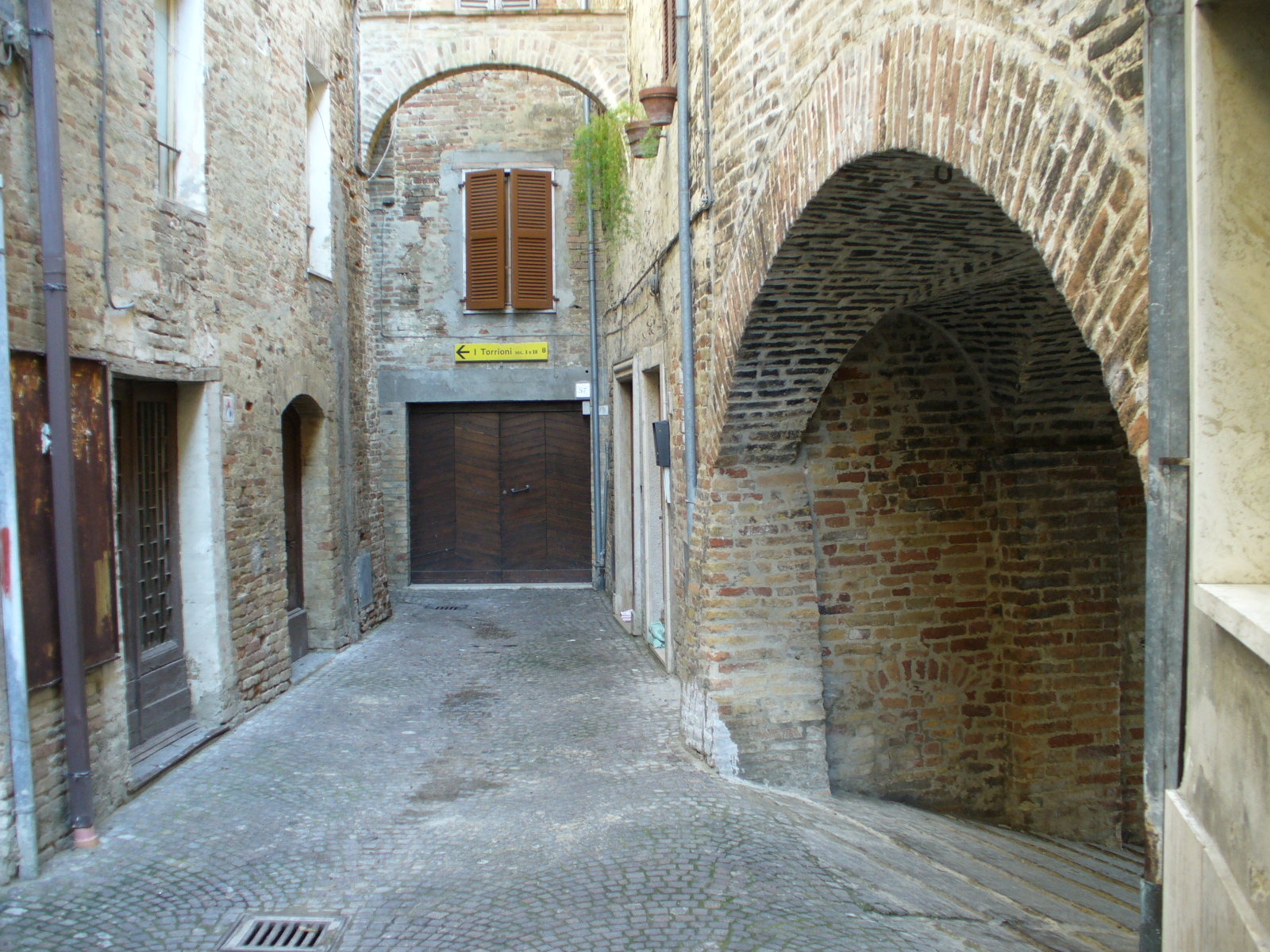
Arco della morte
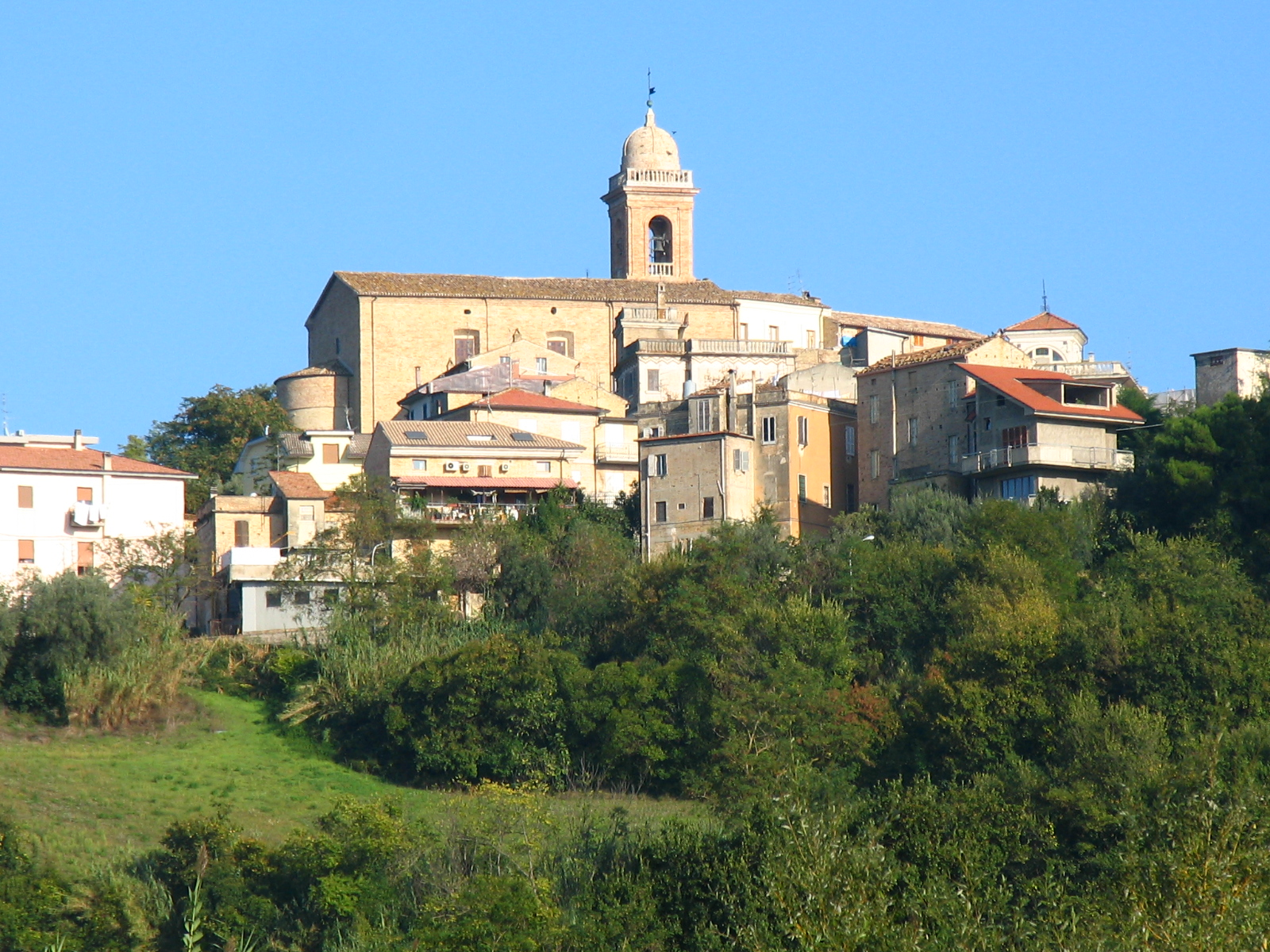
Monsampolo del Tronto

## Demografie
Monsampolo del Tronto telt ongeveer 1424 huishoudens. Het aantal inwoners steeg in de periode 1991-2001 met 8,1% volgens cijfers uit de tienjaarlijkse volkstellingen van ISTAT.
| Jaar | Inwoneraantal |
| ---- | ------------- |
| 1991 | 3694          |
| 2001 | 3995          |

## Geografie
Monsampolo del Tronto grenst aan de volgende gemeenten: Acquaviva Picena, Castorano, Controguerra (TE), Monteprandone, Offida, Spinetoli.
Acquasanta Terme · Acquaviva Picena · Appignano del Tronto · Arquata del Tronto · Ascoli Piceno · Carassai · Castel di Lama · Castignano · Castorano · Colli del Tronto · Comunanza · Cossignano · Cupra Marittima · Folignano · Force · Grottammare · Maltignano · Massignano · Monsampolo del Tronto · Montalto delle Marche · Montedinove · Montefiore dell'Aso · Montegallo · Montemonaco · Monteprandone · Offida · Palmiano · Ripatransone · Roccafluvione · Rotella · San Benedetto del Tronto · Spinetoli · Venarotta
1. ↑  https://demo.istat.it/?l=it.